# Пуцыкович, Виктор Феофилович
Виктор Феофилович Пуцыкович (1843—1920) — журналист, издатель, мемуарист.

## Биография
Отец Пуцыковича — духовного звания, из имения Миронима Слонимского уезда Гродненской губернии; заштатный причетник. Брат педагога Ф. Ф. Пуцыковича. В мае 1867 года, обращаясь в Литфонд, Пуцыкович сообщает, что имеет от Петербургского университета свидетельство «на домашнего учителя» (от 1865). Печатает статьи в разных изданиях (1865—1867). В течение
двух лет был корректором у издателя О. И. Бакста. Около 1869 года закончил юридический факультет Императорского Санкт-Петербургского университета. Четыре года практиковался в качестве адвоката по самым разнообразным делам». В официальных документах и некоторых публикациях Пуцыкович представлялся «доктором прав Краковского университета», впоследствии называл себя также доктором Венского университета.
Наиболее ранние публикации Пуцыковича — статьи на педагогические темы в «Народном богатстве» (1864). Будучи студентом, печатался в «Санкт-Петербургских ведомостях». С 1872 года сотрудничал в еженедельнике «Гражданин», выступая на юридические темы, а затем, с 1873 года, став секретарём редакции (при редакторе Ф. М. Достоевском), вёл также разделы «Еженедельная хроника», «Иностранные события» (с января 1874 года приняв рубрику от Достоевского), участвовал в юмористическом разделе, писал рецензии. После ухода Достоевского с апреля 1874 года Пуцыкович — редактор «Гражданина», а с 1877 года и издатель (выкупил издательские права у В. П. Мещерского). За критику русской дипломатии как проевропейской газета преследовалась цензурой. Так, за публикацию речи И. С. Аксакова против Берлинского конгресса выпуск издания был приостановлен на три месяца. В 1878 году Пуцыкович купил права на издание журнала «Русское богатство», но, не получив разрешения на его редактирование («ввиду неблаговидной деятельности как издателя-редактора газеты „Гражданин“»), вскоре перепродал их. В декабре 1878 года Пуцыкович был лишён права на издание «Гражданина» за долги, и газета была продана с публичного торга. Пуцыкович не согласился с этим решением как с незаконным и продолжал издание, но с февраля 1879 года из-за финансовых затруднений вынужден был его прекратить. Получив от М. Н. Каткова небольшую сумму, Пуцыкович бежал от долгов в Берлин, где и оставался до конца жизни.
С июля 1879 года пытается возобновить издание под название «Русский гражданин», получив разрешение цензуры на печатание газеты в Берлине с последующей пересылкой в Россию. Новое непериодическое издание (некоторые номера запрещались к распространению в России за критику внешней и
внутренней политики правительства было язвительно встречено либеральной прессой («Молва», «Голос», а также обновлённый «Гражданин», № 1) и осторожно-сочувственно — консервативной («Московские Ведомости»). Не получив ожидаемой подписки или финансовой поддержки (незначительную помощь оказали Катков, Аксаков, Достоевский, Н. Н. Голицын), Пуцыкович прекратил издание в 1881 году. Единомышленников отпугивали крайняя прямолинейность и неуравновешенность Пуцыковича, назойливые требования денежной помощи, бестактность: «…это человек не худого сердца и не глупый, но у него внутреннего ума нет, царя в голове», — пытался отчасти оправдать его Достоевский в глазах Каткова, временно порвавшего с Пуцыковичем. Тогда же произошёл окончательный разрыв Пуцыковича и А. Н. Майкова.
С Достоевским Пуцыковича связывали, начиная с совместной работы в «Гражданине», достаточно длительные отношения. Пуцыкович оказал Достоевскому ряд услуг. В его типографии был напечатан номер «Дневника писателя» за декабрь 1877 года, а затем сброшюрован весь годовой выпуск. В свою очередь, Достоевский многократно оказывал Пуцыковичу моральную и материальную поддержку,
раздражаясь иногда его бесконечными жалобами на невзгоды («Этот Пуцыкович мне жалок, и я его несколько люблю»). Впоследствии Пуцыкович напечатал многочисленные мемуары о Достоевском, ценность которых заключается в передаче устных высказываний писателя с поправкой на спекуляции мемуариста. Как в воспоминаниях, так и в публицистике Пуцыкович использовал авторитет Достоевского для подтверждения монархических и националистических идей. Пуцыкович полагал себя самым «твёрдым» после Каткова и «бесцеремонным» бойцом против революционного нигилизма, «единственным от основания России… храбрым» издателем монархического направления.
Из произведений Пуцыкович отдельным изданием вышла лишь одна брошюра — «Этюды о домашнем воспитании» (СПб., 1875). В ней критиковался «абсентизм» русских дворян, отдающих своих детей на «дрессировку» иностранцам Пуцыкович ратовал за «преобладание идеи национальности» в воспитании. Из-за границы Пуцыкович посылал свои корреспонденции в ведущие консервативные газеты: «Московские ведомости», «Варшавский дневник», «Россия». Наиболее регулярно с 1881 года печатались они в еженедельнике «Русь», куда Аксаков, боясь одиозного имени Пуцыковича, принял его при условии анонимности публикаций. В силу этого условия Пуцыкович был вынужден менять псевдонимы каждый год. После закрытия «Руси» (1886) Пуцыкович регулярно
печатает корреспонденции в газете «Новое время», принимает активное участие (несмотря на маленький гонорар) в черносотенной газете «Русское знамя», где «благодаря возможности писать по душе… один… бережно стоял на страже (чего — вы это знаете!)». Несколько корреспонденций и компилятивных статей было опубликовано (1901—1902) в журнале «Исторический вестник», в том числе «Из исторического прошлого в женском вопросе. Культурно-исторические заметки» (1902). Издатель и редактор газеты «Берлинский листок» (1903—1912), заполнял её в основном собственными политическими статьями против новых конституционных веяний в России. Небольших дотаций, получаемых от К. П. Победоносцева и русского посланника в Берлине П. А. Шувалова, хватало лишь на оплату типографии. Газета, как и «Русский гражданин», выходила крайне нерегулярно В 1906 году Пуцыкович предпринял издание в Берлине русско-немецкой газеты «Русский голос», которая «продержалась очень короткое время». В письме (от 13 мая 1909 года) к вице-президенту Академии наук П. В. Никитину Пуцыкович, жалуясь на судьбу (холост, страдает эпилепсией), хлопотал о пенсии себе «как неизменно патриотическому писателю», однако не нашёл поддержки. После смерти Пуцыковича его архив приобрела Прусская государственная библиотека в Берлине